# Biévène
Pour les articles homonymes, voir Bever.
Biévène (en néerlandais Bever) est une commune néerlandophone à facilités de Belgique située en Région flamande dans la province du Brabant flamand (Pajottenland).
Cette commune bien que présente dans le Brabant flamand et bénéficiant de facilités linguistiques pour les francophones ne fait pas partie des six communes à facilités de la périphérie bruxelloise.

## Héraldique
|  | La commune possède des armoiries qui lui ont été octroyées le 5 septembre 1923. Ce sont celles de la famille de Croÿ-Renty, car le village appartenait à différentes branches de la famille de Croÿ depuis 1516. Les armoiries figurent déjà sur le sceau local datant de 1524. La commune demanda que les armes lui soient accordées en 1913 et en reçut en 1914. Toutefois, la subvention ne fut jamais octroyée en raison de la Première Guerre mondiale. Ce n’est qu’en 1923 que les armoiries sont finalement accordées. Blasonnement : Écartelé, en 1 et 4 d'argent à 3 fasces de gueules (qui est de Croÿ), en 2 et 3 d'argent à 3 hachettes (disselbijlen) de gueules, 2 adossées et 1 (qui est de Renty). - Délibération communale : 30 janvier 1979 - Arrêté de l'exécutif de la communauté : 8 juin 1979 - Moniteur belge : 12 septembre 1979 Source du blasonnement : Heraldy of the World. |

## Démographie

### Évolution démographique
- Source : DGS recensements population.[4]

## Sport
Le club de football local Excelsior Biévène joue dans la province de Hainaut.

## Politique
Le bourgmestre actuel, Kristof Cattie est bilingue.